# 金沢市立伏見台小学校
金沢市立伏見台小学校（かなざわしりつふしみだいしょうがっこう、英語: Kanazawa Municipal Fushimidai Elementary School）は、石川県金沢市窪5丁目にある公立小学校。

## 沿革
《主要な出典：》
- 1974年（昭和49年）
  - 4月1日 - 金沢市窪5丁目335番地（現在地）に金沢市立伏見台小学校創立。新校舎建設の関係で開校年度1学期間は[5]、三馬小学校（所在地：金沢市久安6丁目154番地）、富樫小学校（wikidata）（当時の所在地表記：金沢市山科町寅35番地[6]）を教場として授業を行う[注釈 1]｡
  - 8月31日 - 校舎竣工。
  - 9月2日 - 新校舎にて入校式挙行。
  - 9月28日 - 校舎竣工並びに開校記念式挙行。校旗樹立、校歌（作詞：野村久信[注釈 2]、作曲：石本一雄）披露。この日が開校記念日となる[5]。
- 1975年（昭和50年）7月21日 - 水泳プール竣工。
- 1977年（昭和52年）
  - 3月31日 - 校舎第3期工事完成。
  - 4月1日 - 窪6丁目219～294番地を通学区域に追加。
- 1978年（昭和53年）4月1日 - 高尾南1～3丁目を扇台小学校（wikidata）の通学区域へ変更。
- 1979年（昭和54年）3月31日 - 校舎第4期工事完工。
- 1980年（昭和55年）3月31日 - 伏見台3丁目を通学区域に追加。
- 1982年（昭和57年）3月31日 - 校舎第5期工事完工。
- 1983年（昭和58年）9月28日 - 創立10周年記念行事挙行。
- 1989年（平成元年）4月 - 飼育小屋完成。
- 1993年（平成05年）9月25日 - 創立20周年記念行事挙行。
- 1995年（平成07年）
  - 4月1日 - 北校舎1階に伏見台児童クラブ（学童）開設。
  - 8月30日 - 南校舎大規模改修工事完工。
- 1996年（平成08年）8月29日 - 中央校舎大規模改修工事完工。
- 1999年（平成11年）4月1日 - 南校舎2階に特殊学級（ふしみ学級）開設。
- 2000年（平成12年）4月1日 - 特殊学級（ふしみ学級）に情緒障害児学級併設。
- 2002年（平成14年）4月1日 - 特殊学級（ふしみ学級）に肢体不自由児学級併設。
- 2004年（平成16年）9月28日 - 南校舎耐震工事完了。
- 2005年（平成17年）8月31日 - 北校舎耐震工事完了。
- 2006年（平成18年）
  - 8月31日 - 給食室車輌搬入口工事完了。
  - 9月30日 - 中央校舎耐震工事完了。
- 2009年（平成21年）
  - 5月5日 - ふしみ学級3（肢体）閉級。
  - 8月17日 - ビオトープ改修工事完了。
- 2010年（平成22年）
  - 11月23日 - 校長室・職員室・保健室空調工事完了。
  - 11月29日 - ボイラー工事完了。
- 2012年（平成24年）7月 - この月から8月にかけて、体育館耐震工事実施。
- 2013年（平成25年）9月19日 - 創立40周年記念行事挙行[7]。
- 2015年（平成27年）
  - 6月12日 - プール水槽塗装改修工事完了。
  - 8月30日 - 伏見台校区にて、金沢市防災訓練実施。
- 2017年（平成29年）9月30日 - 校舎大規模改修第1期（南校舎）工事完了。
- 2019年（平成31年・令和元年）
  - 2月18日 - 校舎大規模改修第2期（北・中央校舎外装部分）工事完了。
  - 3月15日 - 運動場ブロック塀・門扉改修工事完了。
  - 9月13日 - 普通教室空調工事完了。
- 2020年（令和02年）8月26日 - 校舎大規模改修第3期（北校舎・中央棟）工事完了。
- 2021年（令和03年）8月26日 - GIGAスクール構想関係環境整備工事完了。
- 2023年（令和05年）10月5日 - 創立50周年記念式典挙行。

## 学区
《出典：》
- 高尾町、高尾台1丁目、高尾台2丁目、高尾台3丁目、高尾1丁目、高尾2丁目、高尾3丁目、窪3丁目、窪4丁目、窪5丁目、窪6丁目（219番地～294番地に限る。）、窪7丁目、久安1丁目、久安2丁目、三馬1丁目、三馬2丁目、三馬3丁目、横川1丁目、横川2丁目、円光寺町（ニの部に限る。）、伏見台3丁目

## 周辺
- 伏見台保育園
- 伏見台公民館
- 窪伏見台公園
- 石川県道22号金沢小松線

商業関係
- ファミリーマート窪四丁目店

## アクセス
- 北陸鉄道バス「伏見台小学校前」バス停下車。